# Táňa Pauhofová
Táňa Pauhofová (Bratislava, 13 agosto 1983) è un'attrice slovacca.

## Biografia
È dipolmata presso l'Alta scuola di arti musicali di Bratislava.
È sposata con il musicista Jonathán Pastirčák con cui ha una figlia nata nel 2022.

## Filmografia
- "Škriatok" - serie TV(1995)
- Hu-hu bratia - serie TV(1995)
- Vater wider Willen (1995) (TV)
- Caro múdrosti a lásky (1997)
- Len treba chciet (1997)
- Kruté radosti (2002)
- Pokrevní vztahy(2003)
- Cert ví proc (2003)
- Trampoty vodníka Jakoubka - TV (2004)
- Siegfried (2004)
- Indián a sestricka (2005)
- Kousek nebe (2005)
- "Poslední sezóna" - serie TV (2006)
- Polcas rozpadu (2007)
- Tri životy- TV(2007)
- BrainStorm - TV (2008)
- Muzika (2008)
- "Soukromé pasti" - serie TV episodio 1x10 (2008)
- Ženy môjho muža (2009)
- Zlatá voci - TV (2009)
- Vlna - miniserie TV(2009)
- Smog (2009)
- "Obchod so štastím" - serie TV (2009)
- Chut leta - film TV (2009)
- Fabrika smrti: mladá krv
- 3 sezóny v pekle (2009)
- True Story of Janosik and Uhorcik (2009)
- Terapie (2011)
- Burning Bush - Il fuoco di Praga (Hořící keř) - serie TV (2013)
- The Devil's Mistress (2016)
- Bez vědomí (2016)